# Teigne de la pomme de terre
Espèce
Synonymes
- Gelechia terrella Walker, 1864
- Gelechia operculella Zeller, 1873
- Gnorimoschema operculella
- Gelechia sedata Butler, 1880
- Parasia sedata'

La Teigne de la pomme de terre (Phthorimaea operculella) est une espèce d'insectes de l'ordre des lépidoptères (papillons) et de la famille des Gelechiidae, originaire d'Amérique. C'est un petit papillon dont la chenille est un ravageur principalement des tubercules de pomme de terre, notamment en période de stockage.
Cet insecte est répandu dans toutes les régions chaudes, tropicales et subtropicales du globe, et en particulier sur le pourtour du bassin méditerranéen.

## Distribution
L'aire de répartition de la teigne de la pomme de terre s'étend sur les cinq continents, principalement dans les zones de climat tropical et subtropical. On la rencontre notamment en Amérique du Sud, où se trouve son aire d'origine, en Amérique du Nord, en Asie, de la Turquie au Japon et au sous-continent indien, en Afrique (Afrique du Nord, Kenya), en Europe méridionale (du Portugal à la Grèce) ainsi que dans le sud de la partie européenne de la Russie et en Ukraine, en Océanie (Australie, Nouvelle-Zélande).

## Morphologie

### Insecte adulte
L'adulte est un petit papillon de mœurs nocturnes, qui mesure environ 10 mm de long, de teinte grisâtre avec des taches noires sur les ailes antérieures.

### Larve

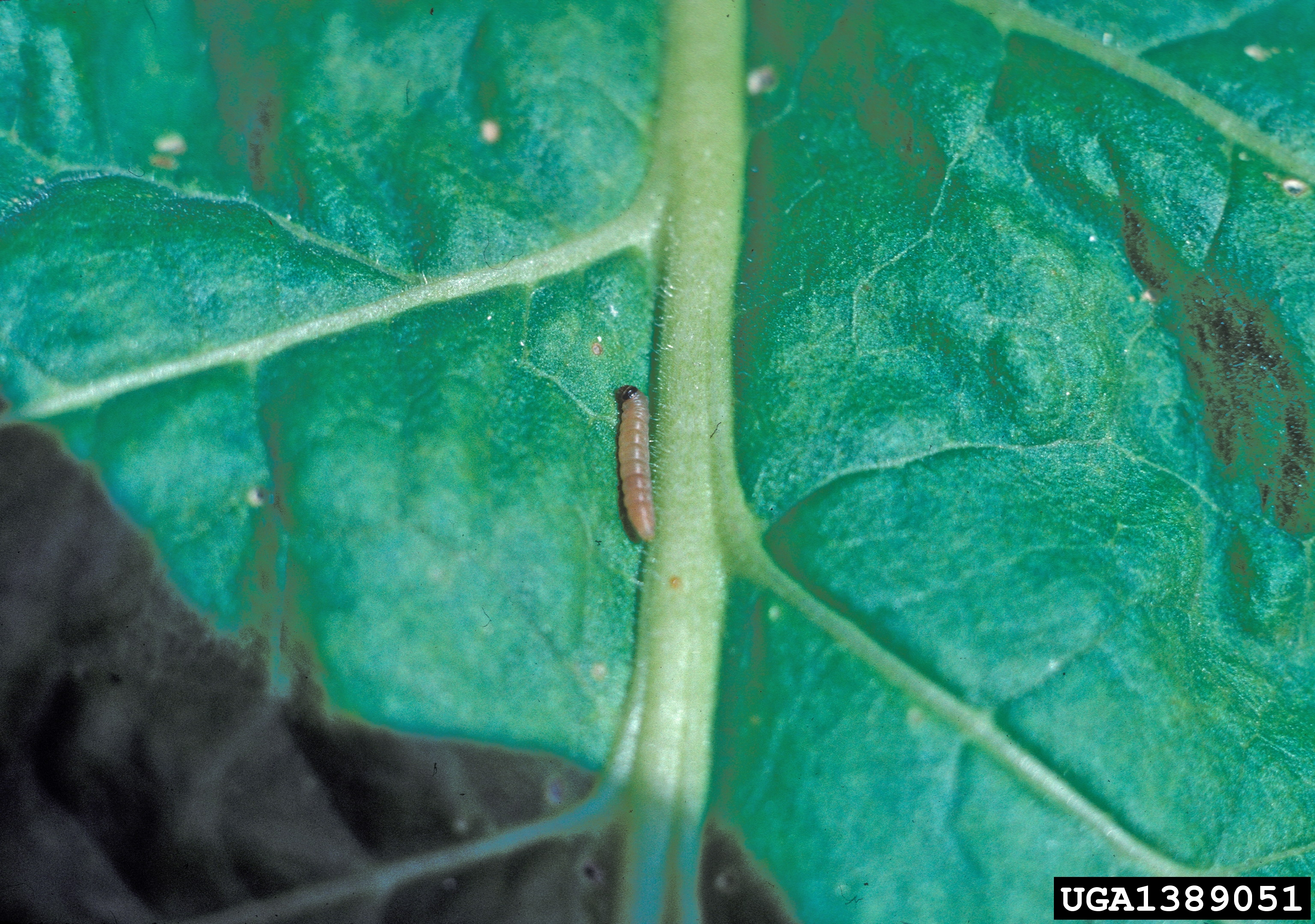
Larve sur feuille de tabac.

La larve est une chenille blanchâtre de 10 à 12 mm de long.

## Cycle biologique
Il peut y avoir jusqu'à 12 générations par an si les conditions sont favorables (température de 25 °C).

## Dégâts
- Les chenilles mineuses s'attaquent à toutes les parties végétatives de diverses Solanacées sauvages ou cultivées, et en particulier du tabac et de la pomme de terre. Elles creusent des galeries tapissées de fils de soie dans les  feuilles, tiges et tubercules, rejetant leurs excréments noirâtres à l'extérieur. Ces galeries peuvent ensuite être envahies par des bactéries (Bacillus amylobacter) ou des acariens, dont l'acarien des racines, (Rhyzoglyphus echinopus)[2].

## Moyens de lutte
L'utilisation d'insecticides est courante, notamment la fumigation au bromure de méthyle (CH3Br) pour protéger les stocks de pommes de terre. En Europe, l'emploi du bromure de méthyle, classé parmi les substances qui appauvrissent la couche d’ozone est réglementé dans le cadre du règlement  n° 1005/2009 du 16 septembre 2009.
La lutte intégrée a recours aux phéromones, à des insectes parasites, ainsi qu'à des pratiques culturales particulières.